# Српско биолошко друштво
Српско биолошко друштво (акроним СБД) је добровољно, невладино и непрофитно научно-стручно удружење, основано на неодређено време ради остваривања циљева у области наставе, истраживања, примене и популаризације биологије.
Оно окупља научне и стручне раднике, наставнике, сараднике и студенте у циљу унапређења биологије и примене резултата биолошких наука у српском друштву, образовном процесу и сродним научним областима. Члан друштва може бити свако пунолетно физичко лице које прихвата циљеве Друштва, Статут Друштва и испуњава услове за чланство (да својом делатношћу није угрозило интегритет чланова и углед Друштва нити прекршило научну етику у погледу рада и стваралаштва).

## Историја
Српско биолошко друштво основано је 25. маја 1947. године у Београду на иницијативу неколико истакнутих биолога.  На констутувниј седници Друштва образложење о потребама организовања биолога у Србији, као и о плану рада друштва, дао је Синиша Станковић, који је изабран за првог председника друштва.
Оснивањем Српског биолошког друштва непосреднопо завршетку Другог светског рата  представљало је наставак рада предратног „Београдског биолошког друштва”  (Société de Biologie de Belgrade) које је постојало у међуратном периода, као посебна секција „Француског биолошког друштва” (Société de Biologie, Paris), чији је први председник био професор Живојин Ђорђевић.

### Издаваштво
Од свог оснивања, поред научног часопис „Архив биолошких наука”, у дужим или краћим периодима, Друштво је издавало часописе:
- „Биологија у школи“,
- „Биос“
- „Савремене биологије“ (чији је претходник била  „Природа и наука“  која је излазила од 1970. до 1998. године), намењена наставницима и професорима биологије и ученицима средњих школа.[2]

## Задаци
Од свог оснивања до данас Српско биолошко друштво организује, подстиче и коордирања чланова који се баве научним, образовним и другим делатностима, а пре свега, обвља:
- начну, образовну и другу стручну делатност у области основне и примењене биологије кроз различите научно-наставне секције,
- организовање семинара, тематских предавања, домаће и међународне симпозијуме,
- издавачку делатност (која је за Удружење била од посебног значаја).
- окупља научне и стручне раднике, наставнике, сараднике и студенте ради унапређења биологије;
- доприноси размени научних сазнања и информација;
- подстиче сарадњу и комуникацију чланова са колегама у земљи и иностранству;
- примењује резултате биолошких наука у васпитно-образовном процесу и сродним областима,
- сарађује са сродним друштвима и асоцијацијама у Србији и иностранству,
- организује размену научних и стручних публикација,
- активно учествује на решавању проблема заштите, обнове и унапређења животне средине,
- промовише концепт одрживог развоја,
- подстиче развој научног подмладка,
- стимулише истраживања доделама награда за најбољи научни рад и докторат из основних и примењених области биологије,
- развија и негује научну критику и етичка начела,
- презентује резултате истраживања у области биологије као науке и наставног предмета креаторима образовних политика и тиме доприноси развоју образовања у целини,
- реализује праћење и врши евалуацију стања у настави биологије,
- даје мишљења, покреће иницијативе и доставља предлоге компетентним и заинтересованим актерима у вези са наставом биологије и биолошким образовањем у целини
- популарише биологију и подстиче ширење знања у биолошким наукама.

Друштво из својих редова бира кандидате/представнике за државне савете, одборе и комисије.

## Часопис  „Архив биолошких наука”
У оквиру Српско биолошко друштв 1949. године почео је да излази научни часопис „Архив биолошких наука”. Оснивач часописа и први главни и одговорни уредник био је академик Синиша Станковић.
Од 1949. до 1987. године „Архив биолошких наука” штампан је ћирилицом са преводом наслова часописа и резимеа на француски језик. Да би од 1987. часопис почедо да излази и на енглеском језику.
„Архив биолошких наука“ 1993. године мења назив  и  под новим називом Archives of Biological Sciences излази и данас.

## Јавна признања
Као израз захвалности за рад и резултате на остваривању циљева Друштва, Друштво додељује јавна признања.
Друштво такође може предлагати своје чланове за доделу општинских и републичких јавних признања, награда и одликовања.
Као посебан вид јавних признања Друштво може додељивати повеље, захвалнице, дипломе и плакете појединцима и предузећима, институцијама и друштвима у Србији и иностранству